# مقبس بي
مقبس بي (بالإنجليزية: Socket B) والمعروف باسم أل جي إي 1366 (LGA 1366) وهو مقبس أنتجته شركة إنتل ليحل محل مقبس تي في الحواسيب المكتبية ومقبس دجي في بعض الخوادم. تم تصممه بتكنولوجيا شبكة سطوح مصفوفة مثل سابقاتها والتي لا تحتوي على أي ثقوب عوضا عن ذلك تلمس الإبر الموجودة على المقبس سطوع نحاسية مطلية بالذهب موجودة على أسفل وحدة المعالجة المركزية.
وأول وحدات معالجة استخدمته هي وحدات كور آي 7, وأعلن أن باقي وحدات المعالجة المركزية الجديدة التي ستستخدم في الخوادم ستستخدم مقبس أل جي إي 1567 وحدات المعالجة الجديدة للاستخدام العدي والخفيف ستسخدم مقبس أل جي إي 1160 ووحدات المعالجة الجديدة للحواسيب المحمولة ستستخدم مقبس 989.
وإن زيادة عدد المقابس بشكل هائل عن مقبس تي والمقابس السابقة هي بسبب نقل المتحكم بالذاكرة من مجموعة الشرائح إلى وحدة المعالجة نفسها مثل ما فعلت إي أم دي في مقبس 940 ومقبس 939 ومقبس إي أم 2 وغيرها، وذلك لتسريع عملي التواصل بين وحدة المعالجة المركزية وذاكرة الوصول العشوائي. وهذه الخطوة زادة حجم وحدة المعالجة بنسبة 20%, وعلى الرغم من تصغير حجم الإبر وتقصير المسافة في ما بينهم. وأصبحة المبردات القديمة غير صالح للاستخدام.
صممت شركة إنتل هذا المقبس بمواد صلبة ليُمنع من تني أو إضرار وحدة المعالجة، فهو يحتوي على صفيحة معدنية في أسفل لوحة الأم مشدودة بأربع براغي في زاوياته. وذلك لتمنع المبردات الثقيلة من تني أو إضرار بوحدة المعالجة المركزية أو بالمقبس نفسه.